# 世界明珠

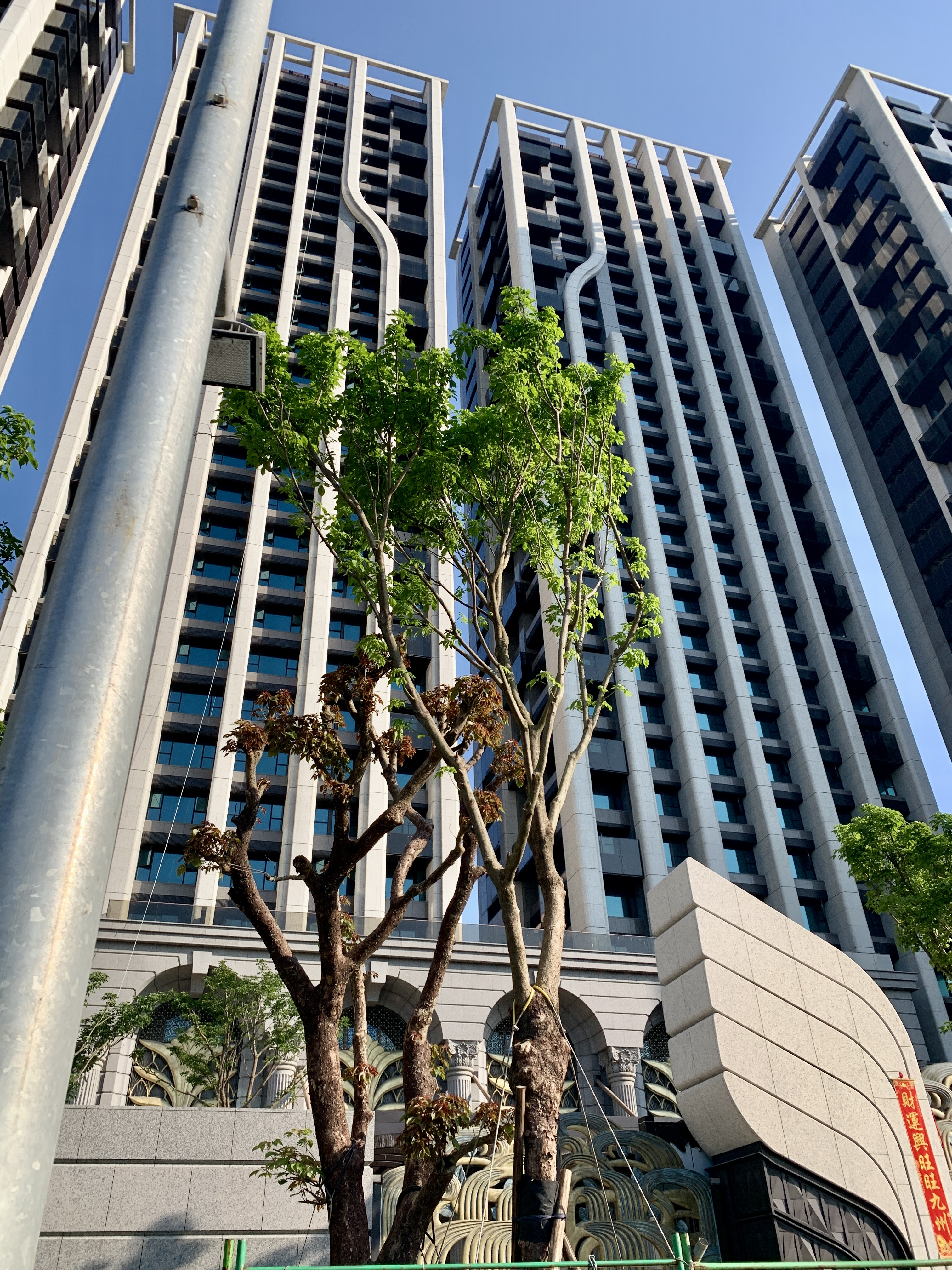
世界明珠攝於2025年3月10日

世界明珠（Global One）是南港輪胎公司推出的大型住商建案。原址為南港輪胎的首座工廠所在的工業用地，經由長期養地與捐贈部份土地作為臺北流行音樂中心，經都市計畫變更為住商用地，於2019年11月11日破土動工。位於台北市南港路二段與市民大道八段之間，在臺北流行音樂中心旁。被Discovery頻道的《打造未來之都》節目預計以4年時間，拍攝興建開發過程，預計2023年完工。施工方式自稱將採用高強度鋼材SM570M及制震器，搭配220支基樁預計深入岩盤15公尺，箱型鋼柱內灌10,000磅強度混凝土，與高韌性樑柱接頭工法，號稱耐震震度與核四電廠安全停機設計震度0.4G相當。
由於台北市政府東區門戶計畫，南港輪胎決定配合東區門戶計畫修改原建案規劃，原為四棟住宅、兩棟商辦與一棟國際旅館，最後定案版本為兩棟辦公樓及六棟住宅樓，並由三大建築師事務所負責建築規劃，由華熊營造與中鹿營建進行營建工程，外觀設計為李俊平設計師。
2019年九月，業主南港輪胎旗下的南榮開發，宣布以每坪一百萬元，將世界明珠H棟16-27樓出售給亞太第一大資通訊暨半導體通路企業聯強國際，創下該區域商辦新高價，聯強並取得該大樓命名權，命名為「聯強國際大樓」
2022年世界明珠登錄實價登錄，創下區域坪價新高。
該建案共有A~H八棟建物，A棟與H棟為辦公樓，B~G棟為住宅樓，H棟聯強國際大樓業已於2024年5月31日取得該大樓之使用執照，指標住戶聯強國際集團已於2024年9月入住，其採用的頂規設備如雙層帷幕玻璃系統、自動追日型百葉，令其一躍而為國內頂級商辦的標竿，並帶動南港區全面商辦與住宅都更案如雨後春筍的推動，2025年南港產專區已有16個民辦都更案，8案公辦都更案，使得南港被視為未來台北市都市發展重要區域。

## 外部連結
- 世界明珠 （页面存档备份，存于）
- 世界明珠 - YouTube （页面存档备份，存于）
- 世界明珠 | Facebook
- 東區門戶計畫  帶動南港產業起飛 （页面存档备份，存于）